# Projekce (vývoj)
Projekce popisuje vývoj nějakých ukazatelů, který je možný za nějakých předpokladů; obvykle jde o výsledek výpočtů.
Je to důležitý pojem ve vědeckých textech popisujících možné cesty budoucího vývoje. V češtině se bez něj často nelze obejít v překladech dokumentů o změně klimatu, pokud nemají být zavádějící. Podrobnější definici v češtině viz překlad Glosáře Čtvrté hodnotící zprávy IPCC, odtud i hypertextové odkazy na pojmy související. 
Projekcí může být mnoho, nejde přitom o předpovědi. Jako předpověď lze vybrat takovou projekci, jejíž předpoklady se jeví nejpravděpodobnější. Nelze-li z různých souborů předpokladů takto vybrat, mluví se např. o projektovaných změnách: takových, jaké by mohly nastat, nikoliv takových, jaké nejspíše nastanou (pak by šlo o změny předpovídané).
.